# أصنوفة سلة مهملات

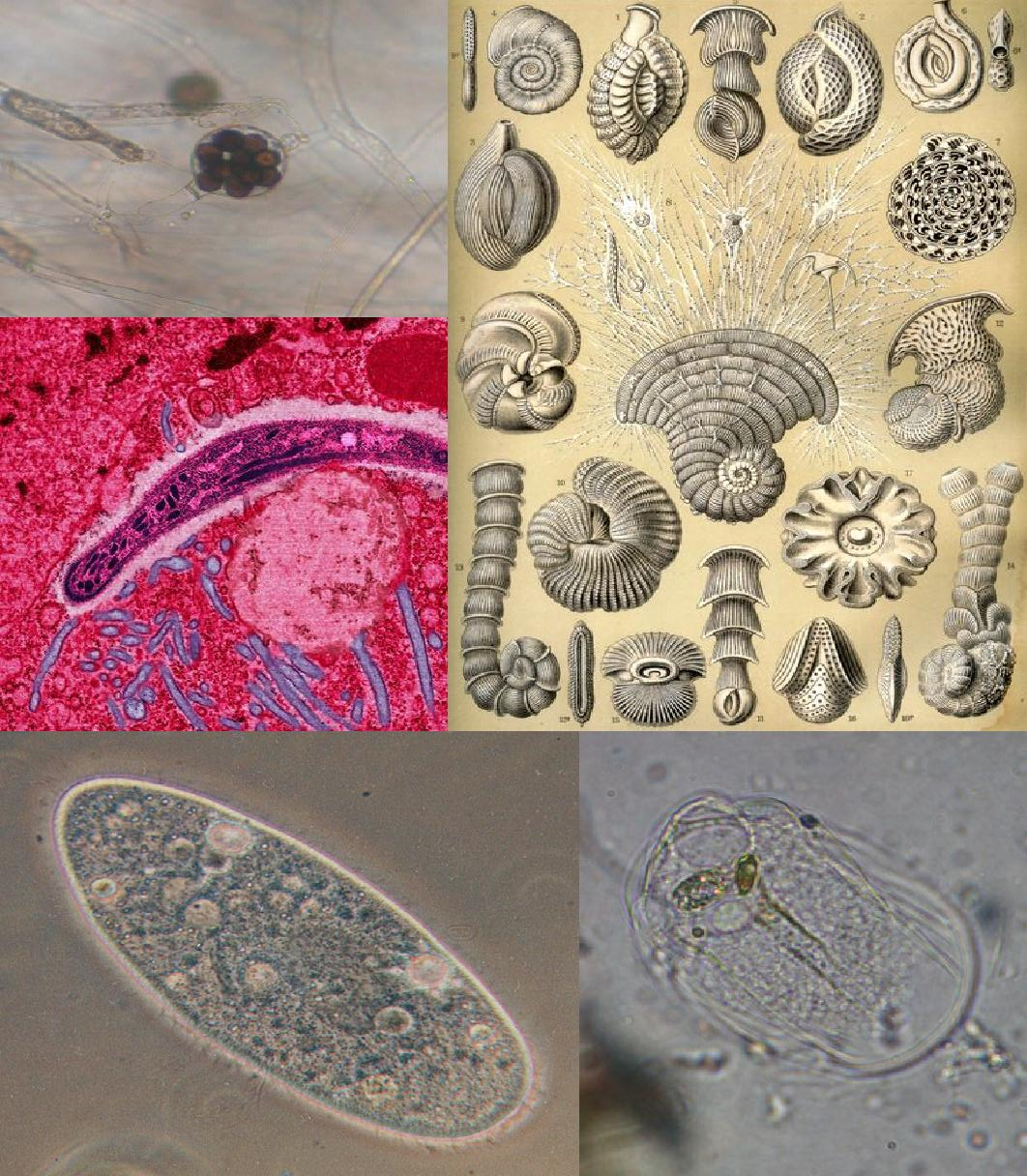
مملكة الطلائعيات هي من أكبر وأشهر الأمثلة في تصنيف الكائنات الحية على «أصناف سلة المهملات».

أصنوفة سلة المهملات هو مصطلح أحيائيّ يستخدم في التصنيف العلمي يُطلَق على الأصانيف التي لا غرضَ من وُجودها سوى الزجّ فيها بكل أنواع الكائنات الحية التي لا تُناسب وضعها في أي مكان آخر. تُعرَّف أصناف سلة المهملات بأنها مَجموعات من الكائنات الحية لا تجمعها أي صفة مُحدَّدة ومميزة وواضحة، ومن ثم فإنها بتعريفها إما مجموعات شبه عرق أو متعددة العرق، وبالتالي هي لا تُعدُّ أصنافاً مقبولة من الناحية العلمية تحتَ قواعد علم التصنيف المُتشددة.
يُعد جمعُ جميع اللافقاريات في أصنوفة واحدة كما يَحدث أحياناً أصنوفة سلة مهملات أيضاً، حيث يُزجُّ فيه بكل الحيوانات التي ليس لديها عمود فقري. ومن الأمثلة الأخرى على أصانيف سلة المهملات مملكة الطلائعيات وتحت رتيبة الكارنوصوريا، بالإضافة إلى العديد من الأصانيف المُختلفة في كافة شعب وممالك الكائنات الحية. لكن في حالة الأصانيف الأحفورية العائدة إلى كائنات ما قبلَ التاريخ فمن المُحتمل أن تُنقَذ بإجراء بحوث إضافية على أنواعها وتقرير ما يَجب أن يبقى أو ألا يبقى من المجموعات المُصنَّفة تحت بندها. ومن ضمن المجموعات التي أنقذت بمثل هذه التقنيات الكارنوصوريا والميغالوصور.